# 香港語言學學會粵音朗讀測試
香港語言學學會粵音朗讀測試（英語︰Cantonese Read-Aloud Test; CRAT）是由香港語言學學會舉辦的一個粵語朗讀水平測試，旨在為從事播音等專業人士、粵語學習者和母語者提供以香港粵語為準的粵音水平認證。
朗讀試自2019年起一年舉辦兩次，首屆朗讀試已於2019年6月舉行。原定同年11月舉行的2019年第二屆考試，將延期舉行。

## 目的
語言學家詹伯慧認為，基於粵語在香港的地位不可動搖，認為粵語也應設立語言水平測試，以檢視使用者的水平，惟香港尚未有官方機構帶領，故學會舉辦朗讀試填補此空缺。浸大英文系任教的莊域飛指，朗讀試能為有需要人士提供粵音水平認證，不單幫助本地人，亦有望幫助外國人、南亞裔人士等少數族裔在港求職及求學所需。

## 形式
朗讀試旨在評核考生使用香港粵語朗讀的流暢度、口音純度以及準確度。考生需依序完成甲部（朗讀單字）、乙部（朗讀多音節詞彙）和丙部（朗讀篇章）。甲乙兩部僅以準確度評分，而丙部會就流暢度、口音純度和準確度評分。各個考核重點均會給予甲、乙、丙或丁的評級，並按指定比重計算總成績以頒發各級證書。

### 甲部︰朗讀單字
考生需讀出40個從〈粵音朗讀測試字表〉抽出的漢字，時限2分鐘。此部分僅從「準確度」評分。

### 乙部︰朗讀多音節詞彙
考生需讀出30個從〈粵音朗讀測試多音節詞彙表〉抽出的詞語，時限2分鐘。其中10個詞語有特定的考核點（變調、多音字），餘下20個為高頻詞語。此部分僅從「準確度」評分。

### 丙部︰朗讀篇章
考生需朗讀兩篇篇章，以考核考生朗讀香港中文和粵文的能力，時限5分鐘。兩篇篇章分別從〈粵音朗讀測試香港中文篇章列表〉和〈粵音朗讀測試粵文篇章列表〉抽出，每篇長約250字。

## 考生表現
在2019年6月舉行的首屆考試中，有133名考生出席。其中，116名粵語母語者中有61人考獲最高的甲等成績，其餘55人獲乙等成績；17名非粵語母語者中，1人獲甲等成績，7人獲乙等成績，9人獲丙等成績。總括而言，有46%的考生獲甲等成績。香港語言學學會粵語拼音小組召集人劉擇明表示，考生的普遍錯誤包括因為太緊張而認錯字眼，以及在朗讀篇章時猶豫和停頓，亦有將「香（hoeng1）」讀成「heon1」、「得（dak1）」讀成「dat1」、「國（gwok3）」讀成「gok3」等不被接受的「誤讀」。

## 正確讀音
傳統音韻學的硏究裏，粵語跟中古漢語對應比較整齊，大部分切音與現時通行的粵語讀音相同，但也有小部分變異。受香港自1970年代起的粵語正音運動影響，有部分學者主張以古代韻書的切音取代通行的粵語讀音，例如把「時間（si4 gaan3）」的「間」改讀為「奸（gaan1）」，跟社會廣泛接受的唸法不同。有些字的發音引起了社會爭議。
故此學會表示，朗讀試採納的字音是以社會廣泛接受為標準，並不盲目跟從字典規定的讀音，亦同時接受一部分社會上正發生的語流音變。
接受的語流音變︰
- n / l 聲母︰例如「你（nei5）」讀作「里（lei5）」可接受，但是不接受「里（lei5）」讀作「你（nei5）」。
- ng- / 零聲母︰例如「愛」唸「oi3」或「ngoi3」都接受。

不接受的語音流變︰
- -n / -ng 韻尾合流︰例如「恒生（hang4 sang1）」不可唸成「痕身（han4 san1）」，反之亦然。
- -t / -k 韻尾合流︰例如「八（baat3）」不可唸成「百（baak3）」，反之亦然。
- gw-、kw- / g-、k- 聲母合流︰例如「國（gwok3）」不可唸成「各（gok3）」，「曠（kwong3）」不可唸成「抗（kong3）」。

## 外部連結
- 粵音朗讀測試 Cantonese Read-Aloud Test | lshk （页面存档备份，存于）